# باقر أباد (دشتابي الغربي)
باقر أباد (بالفارسية: باقرآباد) هي قرية تقع في إيران في قسم دشتابي الغربي الريفي. يقدر عدد سكانها بـ 67 نسمة .